# Wereldbeker schaatsen 2022/2023 - Wereldbeker 5
De Wereldbeker schaatsen 2022/2023 Wereldbeker 5 was de vijfde wedstrijd van het wereldbeker seizoen die van 10 tot en met 12 februari 2023 plaatsvond op de Ice Arena in Tomaszów Mazowiecki, Polen. 

## Tijdschema
| Datum                | Tijd (MST) | Tijd (CET) | Onderdeel                                                             |
| -------------------- | ---------- | ---------- | --------------------------------------------------------------------- |
| Vrijdag 10 februari  | 09:00      | 17:00      | 1500 m mannen 500 m vrouwen 5000 m mannen ploegenachtervolging mannen |
| Zaterdag 11 februari | 06:00      | 15:00      | 1500 m vrouwen 500 m mannen 5000 m mannen ploegenachtervolging mannen |
| Zondag 12 februari   | 07:17      | 16:17      | 1000 m vrouwen 1000 m mannen massastart vrouwen massastart mannen     |

## Podia

### Mannen
| Wedstrijd            | Goud                                                          | Tijd              | Zilver                                                   | Tijd              | Brons                                               | Tijd              |
| 500 m                | Wataru Morishige Japan                                        | 34.78             | Laurent Dubreuil Canada                                  | 34.87             | Yuma Murakami Japan                                 | 35.03             |
| 1000 m               | Hein Otterspeer Nederland                                     | 1.09,24           | Kjeld Nuis Nederland                                     | 1.09,52           | Damian Zurek Polen                                  | 1.09,85           |
| 1500 m               | Kjeld Nuis Nederland                                          | 1.46,71           | Peder Kongshaug Noorwegen                                | 1.47,41           | Patrick Roest Nederland                             | 1.47,62           |
| 5000 m               | Davide Ghiotto Italië                                         | 6.17,45           | Patrick Roest Nederland                                  | 6.18,27           | Sander Eitrem Noorwegen                             | 6.18,45           |
| Massastart           | Bart Swings België                                            | 61 punten 8.12,17 | Andrea Giovannini Italië                                 | 40 punten 8.12,19 | Connor Howe Canada                                  | 20 punten 8.12,26 |
| Ploegenachtervolging | Noorwegen Sander Eitrem Peder Kongshaug Sverre Lunde Pedersen | 3.42,70           | Verenigde Staten Casey Dawson Emery Lehman Ethan Cepuran | 3.42,75           | Nederland Patrick Roest Marcel Bosker Beau Snellink | 3.43,96           |

### Vrouwen
| Wedstrijd            | Goud                                                     | Tijd              | Zilver                                    | Tijd              | Brons                                                        | Tijd              |
| 500 m                | Kim Min-sun Zuid-Korea                                   | 37,90             | Vanessa Herzog Oostenrijk                 | 38,09             | Kimi Goetz Verenigde Staten                                  | 38,11             |
| 1000 m               | Kimi Goetz Verenigde Staten                              | 1:16,00           | Miho Takagi Japan                         | 1.16,18           | Brittany Bowe Verenigde Staten                               | 1.16,43           |
| 1500 m               | Marijke Groenewoud Nederland                             | 1.56,57           | Ragne Wiklund Noorwegen                   | 1.57,83           | Miho Takagi Japan                                            | 1.58,02           |
| 3000 m               | Ragne Wiklund Noorwegen                                  | 4.05,96           | Martina Sáblíková Tsjechië                | 4.06,04           | Marijke Groenewoud Nederland                                 | 4.07,18           |
| Massastart           | Marijke Groenewoud Nederland                             | 60 punten 9.34,23 | Ivanie Blondin Canada                     | 40 punten 9.34,47 | Mia Kilburg Verenigde Staten                                 | 21 punten 9.34,61 |
| Ploegenachtervolging | Canada Ivanie Blondin Valérie Maltais Isabelle Weidemann | 3.00,87           | Nederland Joy Beune Elisa Dul Robin Groot | 3.01,60           | Verenigde Staten Giorgia Birkeland Brittany Bowe Mia Kilburg | 3.04,01           |